# 무관한 결론
이그노라티오 엘렌치(라틴어로 '반박 무시') 또는 요점 누락이라고도 알려진 무관한 결론(Irrelevant conclusion)은, 논리적으로 타당하고 건전할 수도 있고 그렇지 않을 수도 있지만, 결론이 문제를 해결하지 못하는 논증을 제시하는 비형식적 오류이다. 문제의 문제. 이는 관련성 오류의 광범위한 종류에 속한다.
무관한 결론은 결론이 전제에서 나오지 않는 논증인 형식적 오류와 혼동되어서는 안 된다. 그 대신에, 형식적인 일치성에도 불구하고 이야기되는 주제와 관련이 없다는 것이다.

## 피장파장의 오류
피장파장의 오류(Tu quoque)도 의도적인 논의의 발산을 노린 것이라고 말할 수 있다. 이는 상대의 주장이나 조언에 대해서, 발언자 자신도 그것이 되어 있지 않은 것을 지적하는 것이다. 너도 논법은 인신 공격과 함께 사용되고 발언자를 깎아 내리는 문언이 포함되는 것이 많다.
논리적이게는 확실히 무관한 결론이지만, "그러니까 우선은 우리 몸을 바로잡아야 한다"라는 이해도 할 수 있다. 또, 이중잣대를 충고하는 취지로라면 타당하다고도 말할 수 있다.
예: "무면허 운전은 안 된다고 하지만, 저녀석도 무면허 운전하고 있었잖아."
"그러니까 나의 무면허 운전도 용서돼야지"라는 의미로라면 궤변이며,
"그러니까 저 녀석도 제대로 검거해(나만을 비난의 대상으로 하지 마)"라는 더블 스탠다드를 충고하는 의미로라면 타당하다.

## 예
- "야구 선수 마크 맥과이어는 멋진 녀석으로, 여러 가지 자선을 실시하고 있다. 그는 절대 전당에 들어갈 것이다."
- : 단순한 의견은 아니고 논증의 결론으로서 말하고 있는 경우, 결론 부분은 무관한 결론이다. 친해지기 쉬움이나 자선은 전당들이의 주요한 요건은 아니다.
- "(음식점에서 폐를 끼치는 행위를 하는 손님을 제지한 점원에게) 너는 그렇게 잘 났냐! 어디 녀석이냐! 저쪽으로 가라!"
- : 손님이 폐를 끼치는 행위(영업 방해·폭행 행위)를 행동 그것을 제지하는 것으로, 점원이 스스로를 잘 났다고 생각하고 있을지 어떨지는 무관계하다. 또 "잘 나지 않으면 제지해서는 안 된다"라는 명제에도 근거가 없다. 다만, 예를 들면 기물 파손 등 불법 행위를 실시하고 있는 손님에 대해서 점원이 변상을 요구했을 경우에 "대표권을 가지지 않는 종업원이 법률행위를 실시할 수 있는지?"라는 의미로 "지위가 높은가?"라고 물은 것이라면 타당한 주장일 가능성이 있다.
- "속도위반의 벌금은 지불하지 않을 거야. 거리에는 더 위험한 범죄자가 있고, 경찰은 나와 같이 선량한 시민이 아니고, 그런 범죄자를 쫓아야지."
- "속도위반의 벌금은 지불하지 않을 거야. 봐. 지금도 굉장한 속도로 차가 달려 나가고 있잖아. 내가 아니고 저쪽을 잡아."
- : 그 밖에 범죄자나 위반자가 있을지 어떨지는 당사자가 속도위반의 벌금을 지불해야할 것인가 어떤지와는 무관계한 보조적인 문제이다. 당사자가 의도적으로 논점을 살짝 바꾸려 하고 있다면, 이것은 붉은 청어의 허위이다. 경찰관이 근무시간을 어떻게 사용하는가 하는 문제는 의미가 있을 지도 모르지만, 경찰관이 어떻게 우선 순위 붙여 범죄자를 쫓는가 하는 문제와 잡은 사람을 어떻게 해야 하는가라는 문제는 다른 문제이다.
- "총리의 재정정책은 호평일지도 모르지만, 나는 그가 불륜을 하고, 상대의 여성에게 돈을 지불해 입다물게 한 증거를 가지고 있다. 매체는 그것을 보도해야 한다!"
- : 의도적으로 논점을 살짝 바꾸고 있는 붉은 청어의 허위의 예이다. 그러나, 총리대신의 품행을 포함한 고결함이 중요한 화제였을 경우, 이 주장은 완전하게 타당하다.
- "토머스 제퍼슨은 노예 제도는 잘못되어 있어 폐지되어야 한다고 주장했지만, 제퍼슨 자신도 노예를 소유하고 있었다. 따라서 분명하게 노예 제도는 잘못되어 있지 않다."
- : 너도 논법의 예. 노예 제도의 가부는 제퍼슨이 어떠했는지와는 무관계하다. 제퍼슨의 주장의 타당성은 그가 노예를 소유하고 있었는지와는 무관계하다(제퍼슨 자신의 위선의 가능성의 문제는 생기지만, 제퍼슨의 언행의 불일치를 근거로 노예 제도의 정당성이 인정받는 것은 아니다).
- "손목시계를 난폭하게 취급하면 망가지기 쉬워진다지만, 정중하게 취급해도 망가지는 손목시계도 있으니까, 손목시계를 난폭하게 취급하는 것은 문제 없다."
- : 회피된 논점(논점 회피)에 논점을 살짝 바꾼 예. 【(1) 손목시계를 난폭하게 취급하면 망가지기 쉬워진다고 가정한다 (2) 이것은 "손목시계는 정중하게 취급하면 망가지지 않는다"라는 명제와 같은 주장이라고 가정한다 (3) 손목시계를 정중하게 취급해도 망가지는 예가 있다 (4) 따라 (2) 포함된 명제가 부정된다. 《그런데, 가설(2)는 논할 것도 없이 참이기 때문에, 즉》손목시계를 난폭하게 취급하면 망가지기 쉬워진다는 (1)의 가설은 잘못이다】. 우선 (2)의 가정은 그 진위가 추궁 당하는 일 없이 회피되어(암묵에 긍정) 또 (2)의 가설에 포함되는 명제("손목시계는 정중하게 취급하면 망가지지 않는다")를 검증하는 것에 화제를 살짝 바꾸었다. 다음에 (2)에 포함되는 명제의 검증을 가지고 (1)의 검증을 행한 것으로 《논지를 무시했다》.

## 같이 보기
- 궤변
- 자연스럽게 호소하는 논증
- 생략삼단논법
- 추바카 변론
- 비판적 사고